# Saint-Vincent-la-Châtre
Saint-Vincent-la-Châtre é uma comuna francesa na região administrativa da Nova Aquitânia, no departamento de Deux-Sèvres. Estende-se por uma área de 21,18 km². Em 2010 a comuna tinha 654 habitantes (densidade: 30,9 hab./km²).